# Велко Миков
Велко Миков е български революционер, войвода на Вътрешната македоно-одринска революционна организация.

## Биография
Миков е роден в Кула, Видинско около 1880 г. Получава начално образование в родния си град, а през 1896 година започва да учи в Железарското училище в Самоков. През 1897 година той е един от основателите на Тайния революционен кръжок „Трайко Китанчев“, заедно с Никола Дечев, Никола Жеков, Петър Самарджиев, Марин Георгиев, Тимо Ангелов, Петър Юруков, Стефан Стойчев, Делчо Коцев и Душо Желев от железарското училище и Никола Дочев, Добри Даскалов и Крум Дочев от американския колеж. През 1898 година Гоце Делчев посещава Самоков и се среща с членовете на кръжока. Миков създава и ръководи работилница за изработване на бомби и бойни материали.
През 1900 година Миков става нелегален четник, а през 1901 – 1902 година е войвода в Кочанско и Радовишко. В края на 1902 година се завръща в България, а през март 1903 година отново влиза в Македония с четата на Христо Чернопеев. На 8 април 1903 година четите на Христо Чернопеев, Никола Дечев и Петър Ангелов водят сражение с османски войски при кочанското село Лески, в което сред многото жертви е и Велко Миков.